# Pterochilus leucospilus
Pterochilus leucospilus är en stekelart som först beskrevs av Cameron.  Pterochilus leucospilus ingår i släktet Pterochilus och familjen Eumenidae. Inga underarter finns listade i Catalogue of Life.